# Blair Stirling Mould
Blair Stirling Mould, britanski general, * 1897, † 1961, Južna Rodezija.